# Rio Mavuba
Rio Antonio Zoba Mavuba (Oceano Atlantico, 8 marzo 1984) è un ex calciatore francese di origini congolesi, di ruolo centrocampista.

## Biografia
Suo padre, Mafuila Mavuba, partecipò al campionato mondiale di calcio 1974 con la maglia della Nazionale dello Zaire, mentre sua madre era angolana. È nato nell'Oceano Atlantico su un battello partito dall'Angola e diretto in Francia, mentre i suoi genitori fuggivano dall'Angola, devastata dalla guerra, e perciò sul suo passaporto c'è scritto che è nato in mare. I genitori di Mavuba morirono in Francia prima che egli raggiungesse l'età di 14 anni.

## Carriera

### Club

#### Bordeaux e Villarreal
Comincia a giocare a sette anni, nelle giovanili del Girondins de Bordeaux; nel 2003 fa il proprio esordio da professionista proprio con il Bordeaux. Gioca con il club francese fino al 4 luglio 2007, quando si trasferisce al Villarreal per circa 8 milioni di euro, firmando un contratto quinquennale.

#### Lilla

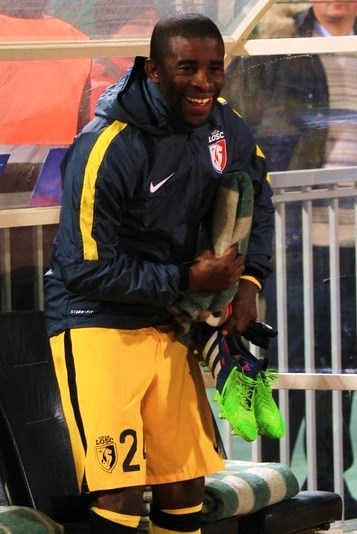
Mavuba in panchina con il Lilla nel 2014

Non avendo trovato molto spazio, il 21 gennaio 2008 passa in prestito al Lille. Dopo un periodo di prova passa a titolo definitivo nel club francese. Mavuba comincia a diventare un pezzo importante per la squadra dalla stagione 2010-2011, quando contribuisce alla vittoria della Ligue 1, regalando 4 assist nelle partite Lione-Lilla (3-1), Lilla-Marsiglia (1-3), Caen-Lilla (2-5) e Lilla-Valenciennes (2-1), e mettendo a segno anche una rete nella vittoria per 2-1 in trasferta sul campo del Saint-Etienne. Inoltre il 14 maggio 2011 vince anche la sua prima Coupe de France battendo in finale il PSG per 1-0.
Per la stagione seguente viene nominato capitano della squadra davanti ai suoi compagni di squadra Mathieu Debuchy e Aurelien Chedjou. il 14 settembre fa il suo esordio in Champions League con la squadra del nord della Francia nella partita terminata sul punteggio di 2-2 contro il CSKA Mosca. La sua prima rete in campionato arriva il 21 aprile 2012 nella vittoria sul campo del Dijon per 2-0.
La stagione 2012-2013 non è delle migliori per lui perché prima l'infortunio al menisco poi l'esclusione da parte del tecnico Rudi Garcia gli impediscono di giocare con continuità. Infatti colleziona appena 19 presenze in Ligue 1 e 3 in Champions League.
Nella stagione seguente torna titolare della squadra, ma soprattutto ritrova la fascia da capitano grazie anche all'avvento in panchina del tecnico Rene Girard. Il 3 novembre 2013, nella vittoria per 2-0 sul Monaco, serve l'assist del secondo gol al compagno Nolan Roux dopo una grande azione di Salomon Kalou. Il 15 dicembre, in occasione di Lilla-Bastia (2-1), raggiunge quota 200 presenze in Ligue 1 con la maglia del Lille. Nella partita del 22 dicembre segna il primo gol stagionale contro il PSG nel pareggio per 2-2.
Esordisce nella stagione 2014-2015 sabato 9 agosto in occasione della prima giornata di Ligue 1 nella gara giocata in casa contro il Metz e pareggiata col punteggio di 0-0. Complessivamente in 9 anni e mezzo disputa con il Lille in tutte le competizioni, 370 incontri andando a segno 5 volte.

#### Sparta Praga
Nel giugno 2017 firma un contratto triennale con la società ceca dello Sparta Praga.
Dopo un anno e 11 presenze senza mai trovare la via del gol rimane svincolato.

#### Bordeaux
Il 28 agosto 2024, all'età di 40 anni, annuncia il suo ritorno al calcio giocato, venendo ingaggiato dal Bordeaux, nel mentre retrocesso in Championnat National 2 per inadempienze finanziarie.

### Nazionale
Dal 2004 ha ufficialmente la nazionalità francese. Fa il proprio esordio in nazionale maggiore nell'amichevole contro la Bosnia ed Erzegovina del 18 agosto 2004. In precedenza aveva anche vestito la divisa della Francia under 21. Ha rifiutato la proposta dell'allenatore Claude Le Roy, che lo aveva invitato a giocare con la nazionale della Repubblica Democratica del Congo.
Ad inizio giugno 2014 viene convocato dal tecnico Didier Deschamps per il campionato mondiale giocato in Brasile, dove scende in campo il 15 giugno nella partita vinta dalla Francia per 3-0 contro l'Honduras, subentrando al 65' minuto al compagno Yohan Cabaye.

## Statistiche

### Presenze e reti nei club
Statistiche aggiornate al 5 ottobre 2024.
| Stagione        | Squadra         | Campionato      | Campionato | Campionato | Coppe nazionali | Coppe nazionali | Coppe nazionali | Coppe continentali | Coppe continentali | Coppe continentali | Altre coppe | Altre coppe | Altre coppe | Totale | Totale |
| Stagione        | Squadra         | Comp            | Pres       | Reti       | Comp            | Pres            | Reti            | Comp               | Pres               | Reti               | Comp        | Pres        | Reti        | Pres   | Reti   |
| --------------- | --------------- | --------------- | ---------- | ---------- | --------------- | --------------- | --------------- | ------------------ | ------------------ | ------------------ | ----------- | ----------- | ----------- | ------ | ------ |
| 2003-2004       | Bordeaux        | L1              | 20         | 1          | CF+CdL          | 2+0             | 0               | CU                 | 5                  | 0                  | -           | -           | -           | 27     | 1      |
| 2004-2005       | Bordeaux        | L1              | 38         | 0          | CF+CdL          | 2+1             | 0               | -                  | -                  | -                  | -           | -           | -           | 41     | 0      |
| 2005-2006       | Bordeaux        | L1              | 37         | 0          | CF+CdL          | 2+3             | 0               | -                  | -                  | -                  | -           | -           | -           | 42     | 0      |
| 2006-2007       | Bordeaux        | L1              | 32         | 0          | CF+CdL          | 2+3             | 0               | UCL+CU             | 5+2                | 0                  | -           | -           | -           | 44     | 0      |
| Totale Bordeaux | Totale Bordeaux | Totale Bordeaux | 127        | 1          |                 | 15              | 0               |                    | 12                 | 0                  |             | -           | -           | 154    | 1      |
| 2007-gen. 2008  | Villarreal      | PD              | 5          | 0          | CR              | 4               | 0               | CU                 | 5                  | 1                  | -           | -           | -           | 14     | 1      |
| gen.-giu. 2008  | Lilla           | L1              | 17         | 1          | CF+CdL          | 2+0             | 0               | -                  | -                  | -                  | -           | -           | -           | 19     | 1      |
| 2008-2009       | Lilla           | L1              | 36         | 0          | CF+CdL          | 3+1             | 0               | -                  | -                  | -                  | -           | -           | -           | 40     | 0      |
| 2009-2010       | Lilla           | L1              | 35         | 0          | CF+CdL          | 0+2             | 0               | UEL                | 13                 | 0                  | -           | -           | -           | 50     | 0      |
| 2010-2011       | Lilla           | L1              | 38         | 1          | CF+CdL          | 6+2             | 0               | UEL                | 8                  | 0                  | -           | -           | -           | 54     | 1      |
| 2011-2012       | Lilla           | L1              | 38         | 1          | CF+CdL          | 2+1             | 0               | UCL                | 6                  | 0                  | SF          | 1           | 0           | 48     | 1      |
| 2012-2013       | Lilla           | L1              | 19         | 0          | CF+CdL          | 1+1             | 0               | UCL                | 5                  | 0                  | -           | -           | -           | 26     | 0      |
| 2013-2014       | Lilla           | L1              | 33         | 1          | CF+CdL          | 2+1             | 0               | -                  | -                  | -                  | -           | -           | -           | 36     | 1      |
| 2014-2015       | Lilla           | L1              | 30         | 1          | CF+CdL          | 1+2             | 0               | UCL+UEL            | 2+5                | 0                  | -           | -           | -           | 40     | 1      |
| 2015-2016       | Lilla           | L1              | 35         | 0          | CF+CdL          | 0+2             | 0               | -                  | -                  | -                  | -           | -           | -           | 37     | 0      |
| 2016-2017       | Lilla           | L1              | 18         | 0          | CF+CdL          | 1+0             | 0               | UEL                | 1                  | 0                  | -           | -           | -           | 20     | 0      |
| Totale Lilla    | Totale Lilla    | Totale Lilla    | 299        | 5          |                 | 30              | 0               |                    | 40                 | 0                  |             | 1           | 0           | 370    | 5      |
| 2017-2018       | Sparta Praga    | 1L              | 11         | 0          | CC              | 2               | 0               | UEL                | 1                  | 0                  | -           | -           | -           | 14     | 0      |
| 2024-2025       | Bordeaux        | N2              | 3          | 0          | CF              | 0               | 0               | -                  | -                  | -                  | -           | -           | -           | 3      | 0      |
| Totale carrera  | Totale carrera  | Totale carrera  | 447        | 6          |                 | 51              | 0               |                    | 58                 | 1                  |             | 1           | 0           | 557    | 7      |

### Cronologia presenze e reti in nazionale
| Cronologia completa delle presenze e delle reti in nazionale ― Francia | Cronologia completa delle presenze e delle reti in nazionale ― Francia | Cronologia completa delle presenze e delle reti in nazionale ― Francia | Cronologia completa delle presenze e delle reti in nazionale ― Francia | Cronologia completa delle presenze e delle reti in nazionale ― Francia | Cronologia completa delle presenze e delle reti in nazionale ― Francia | Cronologia completa delle presenze e delle reti in nazionale ― Francia | Cronologia completa delle presenze e delle reti in nazionale ― Francia |
| Data                                                                   | Città                                                                  | In casa                                                                | Risultato                                                              | Ospiti                                                                 | Competizione                                                           | Reti                                                                   | Note                                                                   |
| ---------------------------------------------------------------------- | ---------------------------------------------------------------------- | ---------------------------------------------------------------------- | ---------------------------------------------------------------------- | ---------------------------------------------------------------------- | ---------------------------------------------------------------------- | ---------------------------------------------------------------------- | ---------------------------------------------------------------------- |
| 18-8-2004                                                              | Rennes                                                                 | Francia                                                                | 1 – 1                                                                  | Bosnia ed Erzegovina                                                   | Amichevole                                                             | -                                                                      | 46’                                                                    |
| 9-10-2004                                                              | Saint-Denis                                                            | Francia                                                                | 0 – 0                                                                  | Irlanda                                                                | Qual. Mondiali 2006                                                    | -                                                                      | 79’                                                                    |
| 31-5-2005                                                              | Longeville-lès-Metz                                                    | Francia                                                                | 2 – 1                                                                  | Ungheria                                                               | Amichevole                                                             | -                                                                      | 64’                                                                    |
| 16-8-2006                                                              | Sarajevo                                                               | Bosnia ed Erzegovina                                                   | 1 – 2                                                                  | Francia                                                                | Amichevole                                                             | -                                                                      |                                                                        |
| 2-9-2006                                                               | Tbilisi                                                                | Georgia                                                                | 0 – 3                                                                  | Francia                                                                | Qual. Euro 2008                                                        | -                                                                      | 58’                                                                    |
| 28-3-2007                                                              | Saint-Denis                                                            | Francia                                                                | 1 – 0                                                                  | Austria                                                                | Amichevole                                                             | -                                                                      |                                                                        |
| 15-8-2012                                                              | Le Havre                                                               | Francia                                                                | 0 – 0                                                                  | Uruguay                                                                | Amichevole                                                             | -                                                                      | 46’                                                                    |
| 7-9-2012                                                               | Helsinki                                                               | Finlandia                                                              | 0 – 1                                                                  | Francia                                                                | Qual. Mondiali 2014                                                    | -                                                                      |                                                                        |
| 11-9-2012                                                              | Saint-Denis                                                            | Francia                                                                | 3 – 1                                                                  | Bielorussia                                                            | Qual. Mondiali 2014                                                    | -                                                                      |                                                                        |
| 27-5-2014                                                              | Saint-Denis                                                            | Francia                                                                | 4 – 0                                                                  | Norvegia                                                               | Amichevole                                                             | -                                                                      | 74’                                                                    |
| 1-6-2014                                                               | Nizza                                                                  | Francia                                                                | 1 – 1                                                                  | Paraguay                                                               | Amichevole                                                             | -                                                                      | 46’                                                                    |
| 8-6-2014                                                               | Lilla                                                                  | Francia                                                                | 8 – 0                                                                  | Giamaica                                                               | Amichevole                                                             | -                                                                      | 59’                                                                    |
| 15-6-2014                                                              | Porto Alegre                                                           | Francia                                                                | 3 – 0                                                                  | Honduras                                                               | Mondiali 2014 - 1º turno                                               | -                                                                      | 65’                                                                    |
| Totale                                                                 |                                                                        | Presenze                                                               | 13                                                                     |                                                                        | Reti                                                                   | 0                                                                      |                                                                        |

## Palmarès
- Coppa di Lega francese: 1

Bordeaux: 2006-2007
- Campionato francese: 1

Lilla: 2010-2011
- Coppa di Francia: 1

Lilla: 2010-2011